# プラセオジム
プラセオジム（英: praseodymium [ˌpreɪzi.ɵˈdɪmiəm, ˌpreɪsi.ɵ-]）は原子番号59の元素。元素記号は Pr。希土類元素の一つ（ランタノイドにも属す）。

## 名称
ギリシャ語でニラを意味する prason と（三価のイオンが緑色を呈することから）、ジジミウム（元は、双子を意味する didymos から命名された）を合成したのが語源。
和名のプラセオジムとは、ドイツ語の Praseodym [prazeoˈdyːm]からきている。なお、プラセオジウムと呼ばれたり記述することもあるが、これは間違った呼称である。

## 性質

プラセオジム

銀白色の金属で、常温、常圧で安定な結晶構造は、複六方最密充填構造（ABACスタッキング）。798 °C以上で体心立方構造が安定となる。比重は6.77、融点は935 °C、沸点は3020 °C (3127 °C)。
常温下の空気中で酸化され表面は黄色の酸化物で覆われる。290 °C以上で発火し Pr6O11 の組成の酸化物を生成する。展性、延性があり、熱水と徐々に反応し水素および水酸化物を生成する。酸には易溶で淡緑色の3価の水和イオンを生成する。
{\displaystyle {\ce {2Pr + 6 H^+(aq) -> Pr^{3+}(aq) + 3 H2}}}
{\displaystyle {\ce {Pr^{3+}(aq){}+3{\mathit {e}}^{-}=\ Pr}}} {\displaystyle \ E^{\circ }=-2.35\mathrm {V} }
加熱下で水素、窒素と反応する。原子価は+3, 4価をとり、4価は固体（化合物）の場合のみ安定である。イオンの色は3価では緑色、4価では黄色。
プラセオジムは極低温下で特殊な磁気構造をとる。

## 用途
Pr6O10はガラスの着色剤（黄緑色）に使われる。また黄色顔料のプラセオジムイエローはジルコンに4価のプラセオジムイオンが固溶したものである。
光ファイバの増幅器で、励起光の波長制御のため添加される。
コバルトとの合金はプラセオジム磁石の材料となる。また、ネオジムとの合金はジジムといい、防眩(ぼうげん)ガラス及び防塵ガラスの材料ならびに特殊合金に用いられる。
キュービックジルコニアベースの人造ペリドットの色を出すことや、炭素アーク灯の電極棒の芯に含まれていたりもする。

## 歴史
オーストリアのカール・アウアー・フォン・ヴェルスバッハが、もともと一つの元素と考えられていた混合物であるジジミウム（英: didymium、ジジム 独: Didym）からネオジムと共に1885年に発見。
2014年、三菱重工業は重水素を使い、少ないエネルギーでセシウムをプラセオジムに核変換させる実験を成功させた。

## プラセオジムの化合物
- PrT4X12（T = Fe, Ru, Os、X = P, As, Sb、充填スクッテルダイト化合物）
- 十一酸化六プラセオジム (Pr6O11) - 3価および4価の混合酸化物
- 硫酸プラセオジム(III) (Pr2(SO4)3·8H2O) - 淡緑色結晶